# فرودگاه تیدز
فرودگاه تیدز  (به انگلیسی: Teed's Airport) یک فرودگاه خصوصی است که یک باند فرود چمن دارد و طول باند آن ۴۱۹ متر است. این فرودگاه در کشور ایالات متحده آمریکا قرار دارد و در ارتفاع ۱۵۰۲ متری از سطح دریا واقع شده است.